# پنهان‌نگاری
پنهان‌نگاری (به انگلیسی: Steganography) هنر و علم برقراری ارتباط پنهانی است و هدف آن پنهان کردن ارتباط به وسیله قرار دادن پیام در یک رسانه پوششی است به گونه‌ای که کمترین تغییر قابل کشف را در آن ایجاد نماید و نتوان موجودیت پیام پنهان در رسانه را حتی به صورت احتمالی آشکار ساخت. پنهان‌نگاری شاخه‌ای از دانشی به نام پنهان‌سازی اطلاعات (به انگلیسی: Information Hiding) است. دانش پنهان‌سازی اطلاعات خود دارای چندین شاخه از جمله پنهان‌نگاری، ته‌نقش‌نگاری  می‌باشد. افرادی که می‌خواهند به صورت سری با یکدیگر ارتباط داشته باشند، اغلب تلاش می‌کنند که آن ارتباط را به هر شیوه‌ای پنهان کنند.
برابر پنهان‌نگاری در زبان انگلیسی واژه‌ی Steganography است که برگرفته از دو واژه‌ی یونانی stego به معنای پوشیده و graphy به معنای نوشتن است؛ بنابراین کل واژه به معنای پوشیده‌نویسی یا پنهان‌نگاری می‌باشد.
در حقیقت در ابتدا یونانیان باستان از این روش استفاده می‌کردند. به اینصورت که نوشته‌های درون لوح سنگ به‌وسیله نوعی از واکس، پوشیده می‌شدند. اگر فرستنده اطلاعات می‌خواست که پیامش را پنهان کند برای اهداف نظامی از پنهان‌نگاری استفاده می‌کرد. به این‌صورت که پیام در لوح به‌طور مستقیم حکاکی می‌شد؛ سپس واکس از بالای پیام ریخته می‌شد؛ بنابراین پنهان‌نگاری نه به این معنا اما وجود داشت.

## واژگان برابر
گاهی به جای واژه پنهان‌نگاری از واژه پوشیده‌نویسی یا پوشیده‌نگاری استفاده می‌شود. همچنین گاهی از واٰژه‌های نهان‌نگاری یا الگوگذاری استفاده می‌گردد اما در واقع نهان‌نگاری برابر واژه انگلیسی Watermarking است.

## تفاوت پنهان‌نگاری ورمزنگاری
تفاوت اصلی رمزنگاری و پنهان‌نگاری آن است که در رمزنگاری هدف پنهان کردن محتویات پیام است و نه به‌طور کلی وجود پیام، اما در پنهان‌نگاری هدف پنهان کردن هر گونه نشانه‌ای از وجود پیام است. در مواردی که تبادل اطلاعات رمز شده مشکل آفرین است باید وجود ارتباط پنهان گردد. برای نمونه اگر شخصی به متن رمزنگاری شده‌ای دسترسی پیدا کند، به هر حال متوجه می‌شود که این متن حاوی پیام رمزی می‌باشد. اما در پنهان‌نگاری شخص سوم ابداً از وجود پیام پنهان در متن آگاهی به‌دست نمی‌آورد. در موارد حساس نخست متن را رمزنگاری کرده، آنگاه آن را در متن دیگری پنهان‌نگاری می‌کنند.

## روش‌های پنهان‌نگاری
همان‌گونه که گفته شد پنهان‌نگاری در عکس، صدا، فیلم و متن امکان‌پذیر است. در زیر به‌طور مختصر توضیحاتی دربارهٔ پنهان‌نگاری در هر یک از رسانه‌های گفته شده خواهیم پرداخت. پنهان‌نگاری در متن: پنهان‌نگاری در متن به سادگی صورت نمی‌گیرد چرا که تغییر در متن به آسانی توسط انسان درک می‌شود و مهم‌تر اینکه بعد از پنهان‌نگاری متن خوانا و درست باشد. روشهای زیر برای پنهان‌نگاری در متن استفاده می‌شوند.

### open space methods
در این روش از درج و تغییر کاراکترهای فاصله یا خط‌نو در متن استفاده می‌شود. برای نمونه یک فاصله پس از انتهای عبارت می‌تواند معرف یک و دو فاصله پس از انتهای عبارت، معرف صفر باشد. در مقالات مختلف بحث‌ها و روش‌های گوناگونی مطرح شده‌است.

### syntactic methods
در این روش از تغییر punctuations و همچنین از تغییر متن تا آنجا که معنا عوض نشود، استفاده می‌شود. برای نمونه:
Bread, butter, and milk
Bread, butter and milk
در این روش از واژه‌های مترادف استفاده می‌شود.

## پنهان‌نگاری در صدا
محدودیت مهم در مورد صدا این است که پس از پنهان‌نگاری صدا باید همچنان قابل شنیدن باشد. یک مورد دیگر آن است که بیشتر پرونده‌های صوتی توسط الگوریتم‌های فشرده‌سازی فشرده می‌شوند و در حین این فشرده‌سازی داده‌های پنهان‌شده نباید  از بین برود. تکنیک‌هایی مانند «bitstream watermarking» و «PCM watermarking» برای این‌کار استفاده می‌شوند.
در تکنیک «bitstream watermarking» داده‌ها در یک پرونده صوتی فشرده‌شده ذخیره می‌شوند. البته باید توجه نمود که دو پارامتر «sample quantization» و «sample rating» و همچنین نوع انتقال صوت در انتخاب تکنیک مناسب (تکنیک‌هایی مانند Spread Spectrum , Encoding, Phase Coding و Echo Data Hiding) نقش تعیین‌کننده‌ای دارد.

## پنهان‌نگاری در تصویر
پنهان‌نگاری در تصویر را می‌توان به دو دسته کلّی تقسیم کرد:

### دسته نخست: Spatial Domain Techniques
در این دسته با کمک الگوریتم‌هایی، پیکسل‌هایی انتخاب می‌شوند، سپس روش LSB بر روی تصویر اعمال می‌شود.

### دسته دوم: (Spread Spectrum Techniques(frequency domain
این روش‌ها برای تصاویر با پسوند JPEG، که فشرده‌اند مناسب هستند و در این دسته یک تابع تبدیل مانند (DCT(Discrete Wavelet Transform یا (FFT(Fast Fourier Transform بر روی تصویر اعمال می‌شود. ضرایب مهم (coefficient) انتخاب می‌شوند. برای آن که در نهایت داده‌های ما در برابر تغییراتی که بر عکس ممکن است پیش بیایند مقاوم باشند (مثلاً مهاجم‌ها نتوانند داده‌های ما را به سادگی حذف کنند و سپس داده‌ها در دامنهٔ DCT یا FFT از طریق تغییر ضرایب درج می‌شوند. در نهایت تبدیل معکوس DCT یا FFT به ما تصویر حاوی داده را می‌دهد.

## پنهان‌نگاری در فیلم
پنهان‌نگاری در فیلم مانند پنهان‌نگاری در تصویر است، چراکه فیلم دنباله‌ای از تصاویر است، روش DCT در آنجا نیز کاربرد دارد. نکته مهم در پنهان‌نگاری در فیلم این است که نباید bit-rate فیلم تغییر کند.
روش (DWT (Discrete Wavelet Transform نیز در پنهان کردن داده‌ها در فیلم استفاده می‌شود. باید فشرده بودن پرونده‌ها که در مورد پرونده‌های صوتی مطرح است، این‌جا هم رعایت شود.

## تقابل امنیت، ظرفیت و مقاومت
به صورت کلی در سامانه‌های پنهان‌سازی اطلاعات سه عنصر اصلی ظرفیت، امنیت و مقاومت دخیل هستند. در روش‌های پنهان‌نگاری عناصر ظرفیت و امنیت اهمیت اصلی را دارند.
در دنیای امروز، جوهر نامرئی و کاغذ که در گذشته برای برقراری ارتباط پنهانی به کار برده می‌شد به وسیله رسانه‌های عملی‌تر مثل تصویر، ویدئو، فایل‌های صوتی جایگزین شده‌اند. به دلیل اینکه این رسانه‌های دیجیتال دارای افزونگی اطلاعاتی زیادی هستند می‌توانند به عنوان یک پوشش مناسب برای پنهان کردن پیام استفاده شوند.
تصاویر مهم‌ترین رسانه مورد استفاده به خصوص در اینترنت هستند و درک تصویری انسان از تغییرات در تصاویر محدود است. تصاویر نوعی رسانه پوششی مناسب در پنهان‌نگاری شمارده می‌شوند و الگوریتم‌های پنهان نگاری متعددی برای ساختارهای مختلف تصاویر ارائه شده‌است. هیچ‌یک از این الگوریتم‌ها تاکنون امنیت را به‌طور کامل تأمین نکرده‌اند.
به‌طور کلی روش‌های پنهان‌نگاری در تصویر از الگوریتم جاسازی و الگوریتم استخراج بیت‌ها تشکیل شده‌اند. به تصویر مورد استفاده برای پنهان‌نگاری پوشانه و به تصویری که در اثر قرار دادن پیام به وسیله الگوریتم جاسازی به دست می‌آید تصویر میزبان یا گنجانه می‌گوییم.
الگوریتم‌های پنهان‌نگاری به صورت عمومی از افزونگی در فضای مکانی یا افزونگی در فضای تبدیل استفاده می‌کنند. در هر کدام از این فضاها به شیوه‌های گوناگونی می‌توان داده‌ها را پنهان کرد که یکی از ساده‌ترین روشها، استفاده از بیت‌های کم ارزش فضای مورد نظر است.
در پنهان‌نگاری نیز همانند رمزنگاری فرض بر آن است که الگوریتم‌های بکار رفته در پنهان‌نگاری برای همه آشکار است. امنیت در این روش‌ها بر پایه پنهان بودن کلید تعریف می‌گردد به‌طوری‌که نتوان بدون داشتن کلید هیچ اطلاعی از وجود پیام پنهان کسب کرد.

## تعریف پنهان‌شکافی
پنهان‌شکافی(به انگلیسی: Steganalysis) هنر کشف حضور اطلاعات پنهان است. روش‌های پنهان‌نگاری در صورتی امن هستند که تصویر میزبان یا گنجانه دارای نشانه‌های قابل کشف نباشد. به بیان دیگر، ویٰژگی‌های آماری تصویر میزبان یا گنجانه باید همانند ویژگی‌های آماری پوشانه باشد.
توانایی کشف پیام در تصویر به طول پیام پنهان بستگی دارد. واضح است که هر چه مقدار اطلاعاتی که در یک تصویر قرار می‌دهیم کمتر باشد امکان کمتری هست که نشانه‌های قابل کشف به وجود آید.
انتخاب فرمت تصویر نیز تأثیر زیادی بر سامانه‌ی پنهان‌نگاری دارد. فرمت‌های فشرده نشده‌ای مانند BMP، فضای زیادی برای پنهان‌نگاری فراهم می‌کنند ولی استفاده از آن‌ها به دلیل حجم اطلاعات زائد بالای آن‌ها شک‌برانگیز است.

## [منابع برای] مطالعه بیشتر
محمدی، نغمه؛ بابایی، محمدحسن (۱۳۹۴). مقدمه‌ای بر نهان‌نگاری. قزوین: مهرگان دانش. شابک ۹۷۸-۹۶۴-۲۶۷۸-۸۳-۹.